# Stephen Rerych
Stephen Rerych (Estados Unidos, 14 de mayo de 1946) es un nadador estadounidense retirado especializado en pruebas de estilo libre, donde consiguió ser campeón olímpico en 1968 en los 4x200 metros estilo libre.

## Carrera deportiva
En los Juegos Olímpicos de México 1968 ganó la medalla de oro en los relevos de 4x200 metros estilo libre, con un tiempo 7:52.3 segundos, por delante de Australia (plata) y la Unión Soviética (bronce); sus compañeros de equipo fueron los nadadores: John Nelson, Mark Spitz y Don Schollander.